# Agylla holochrea
Agylla holochrea là một loài bướm đêm thuộc phân họ Arctiinae, họ Erebidae.